# Pitts Special

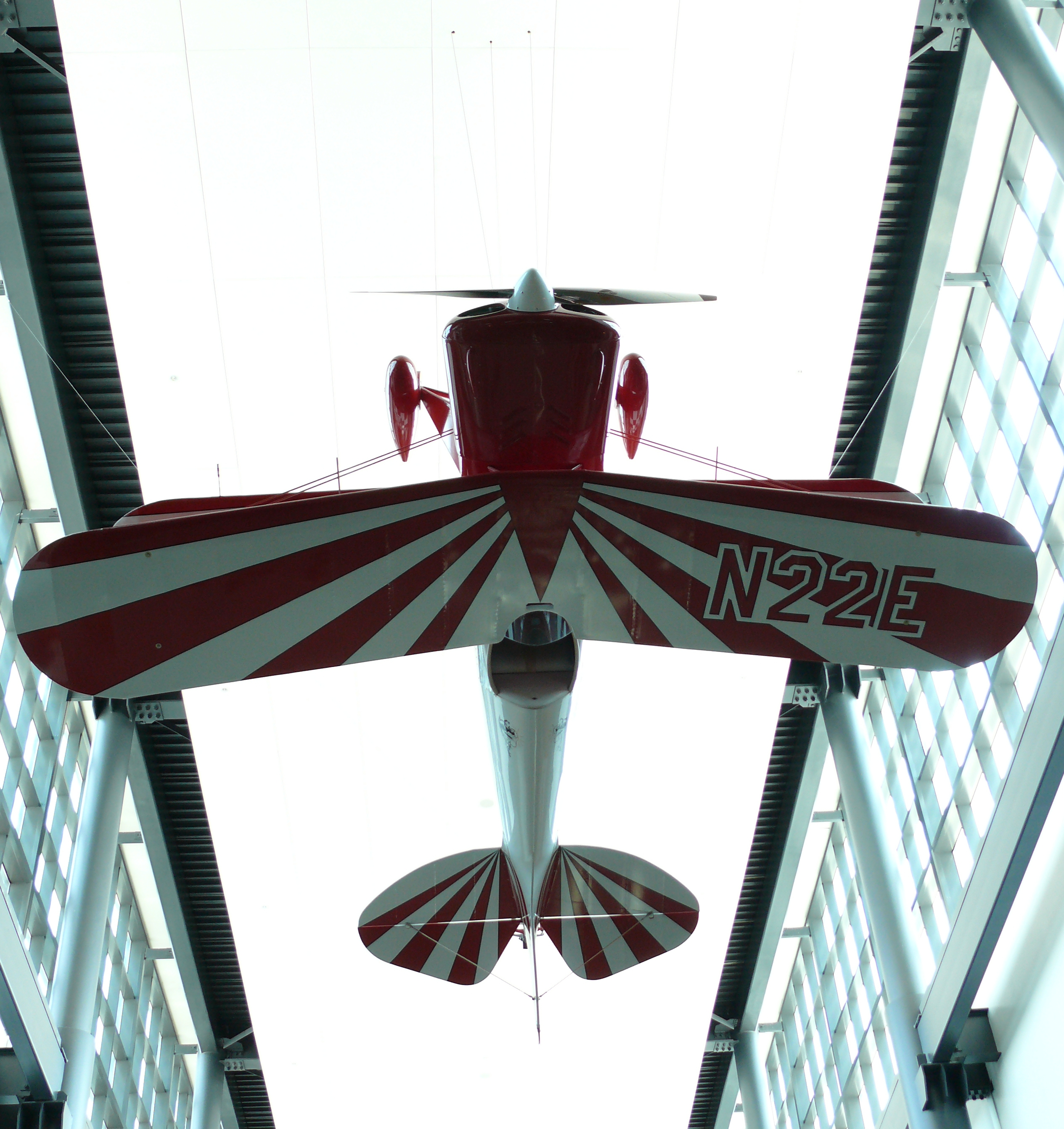
Lil Stinker no Instituto Smithsoniano

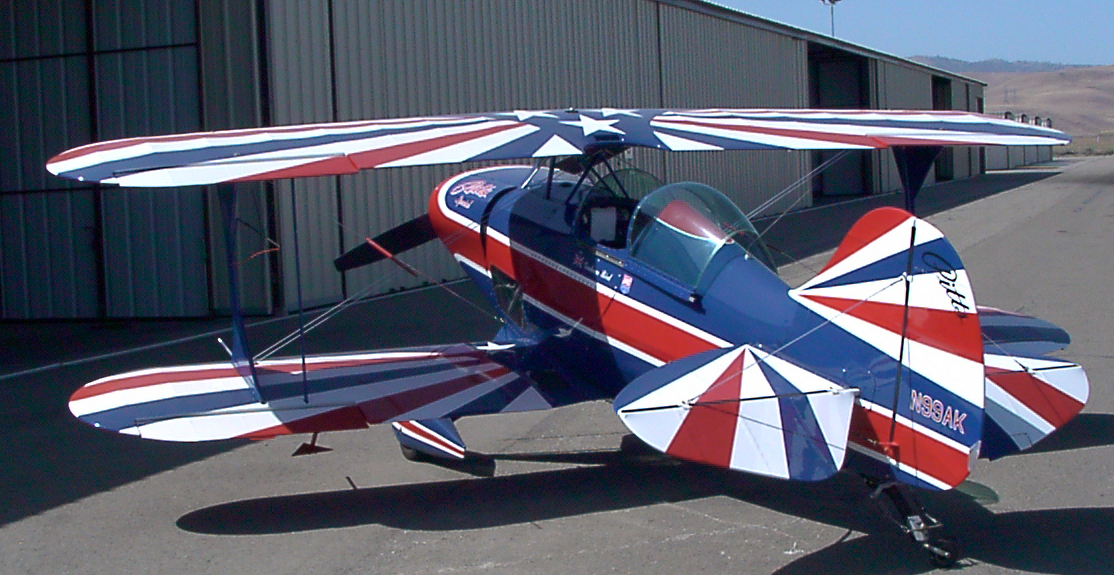
S-1S

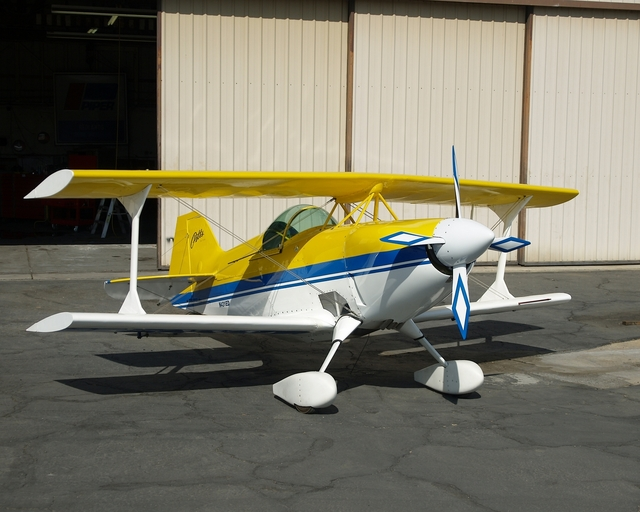
S-1S modificado

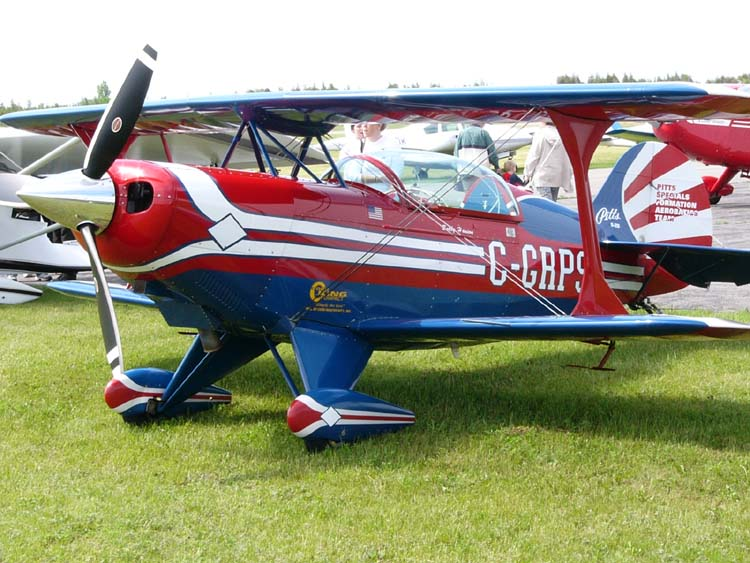
S-2B Pitts Special pertencente à Equipe de Acrobacia Aérea Spitts Special

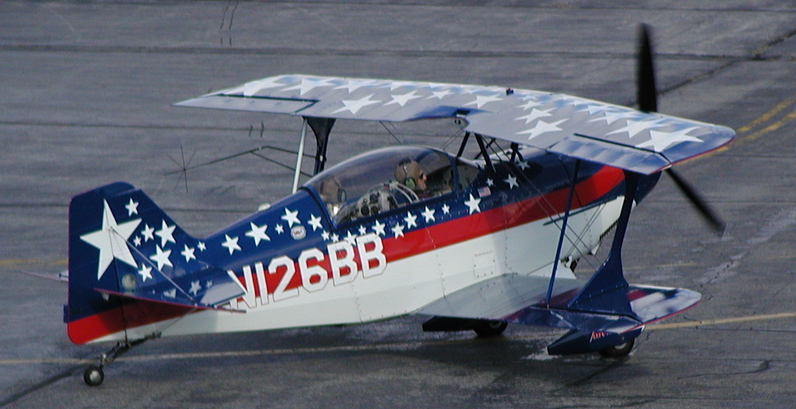
2001 Aviat Pitts S-2C

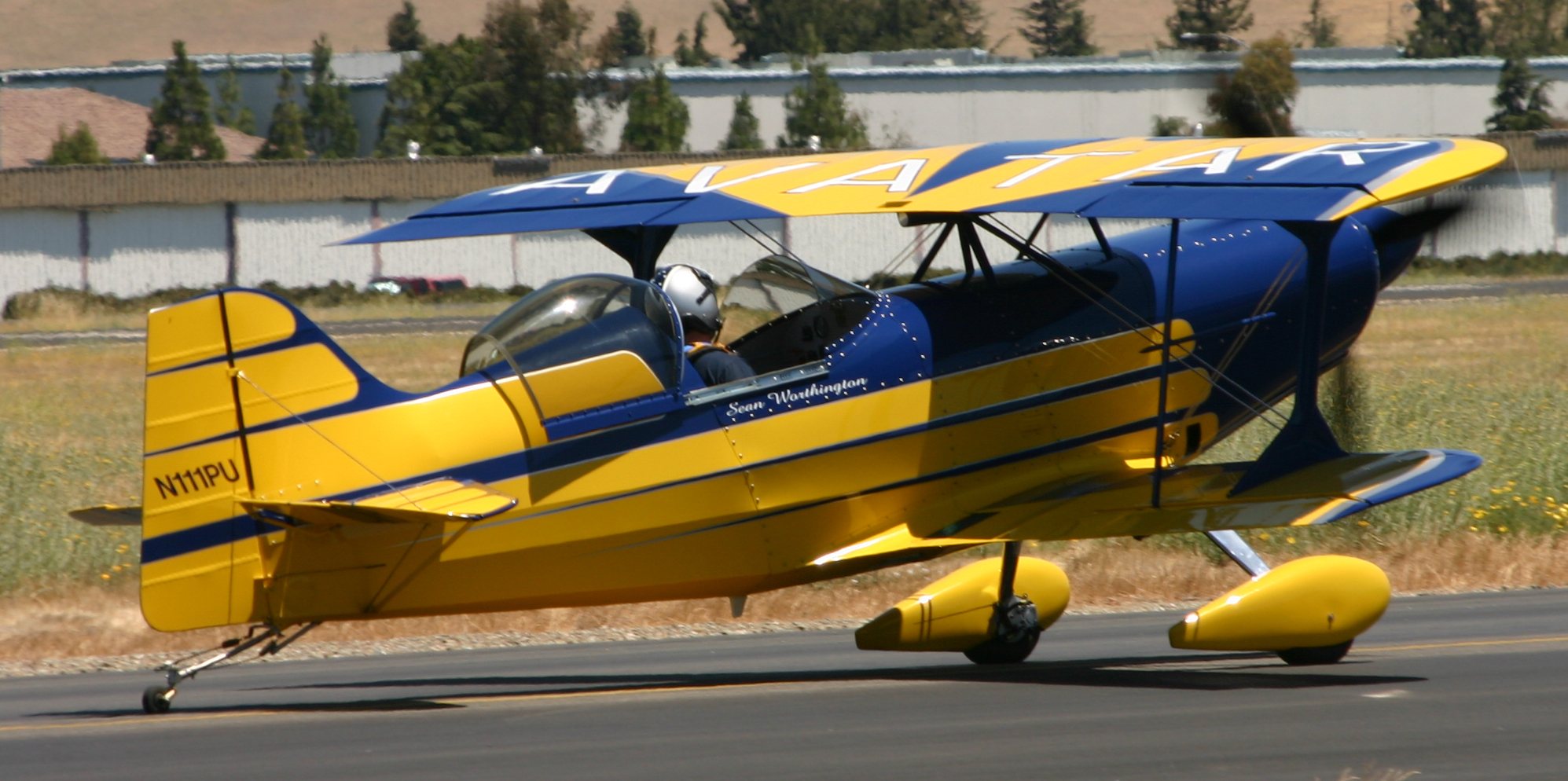
S1-11b Pitts Special

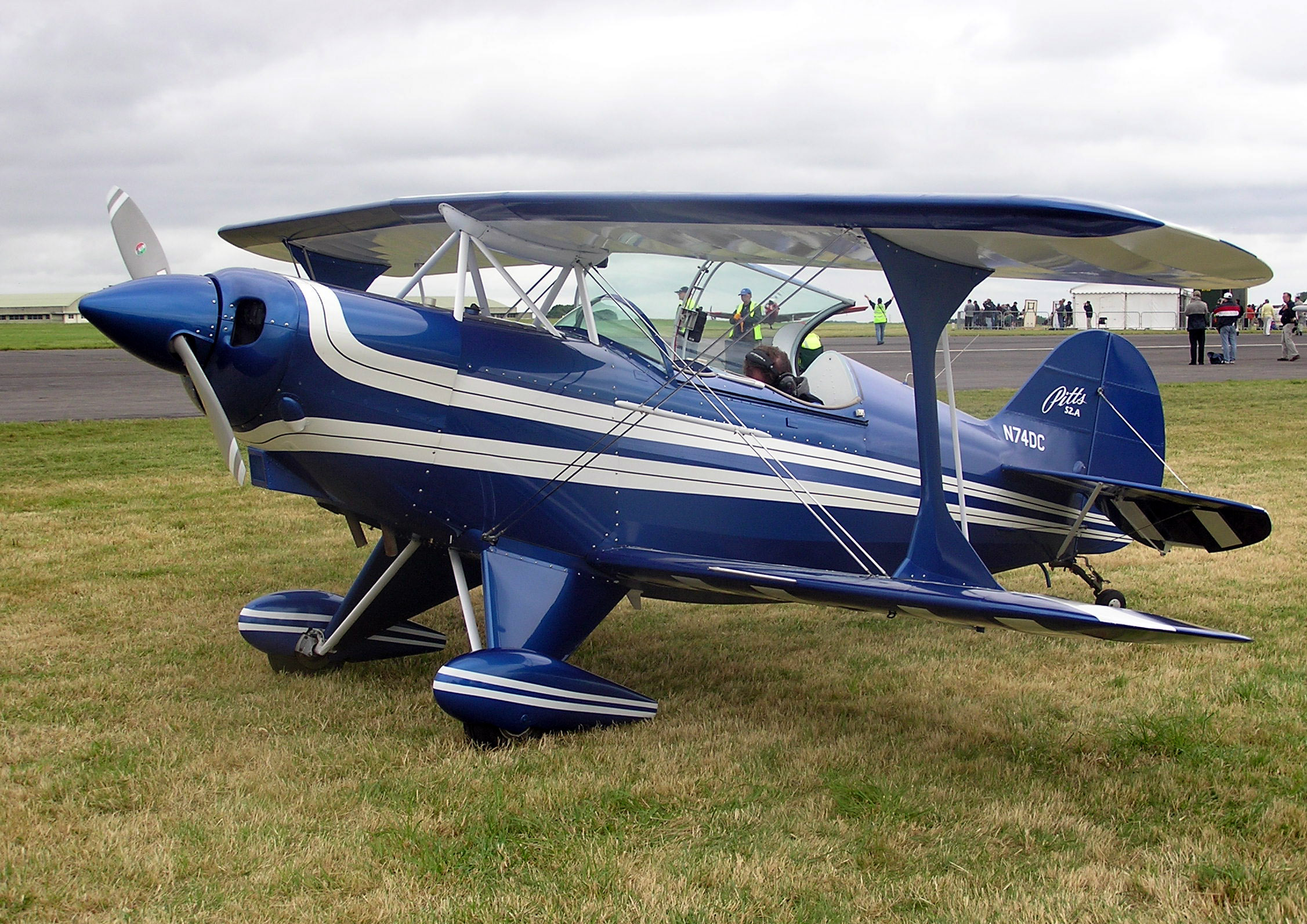
Pitts S-2A

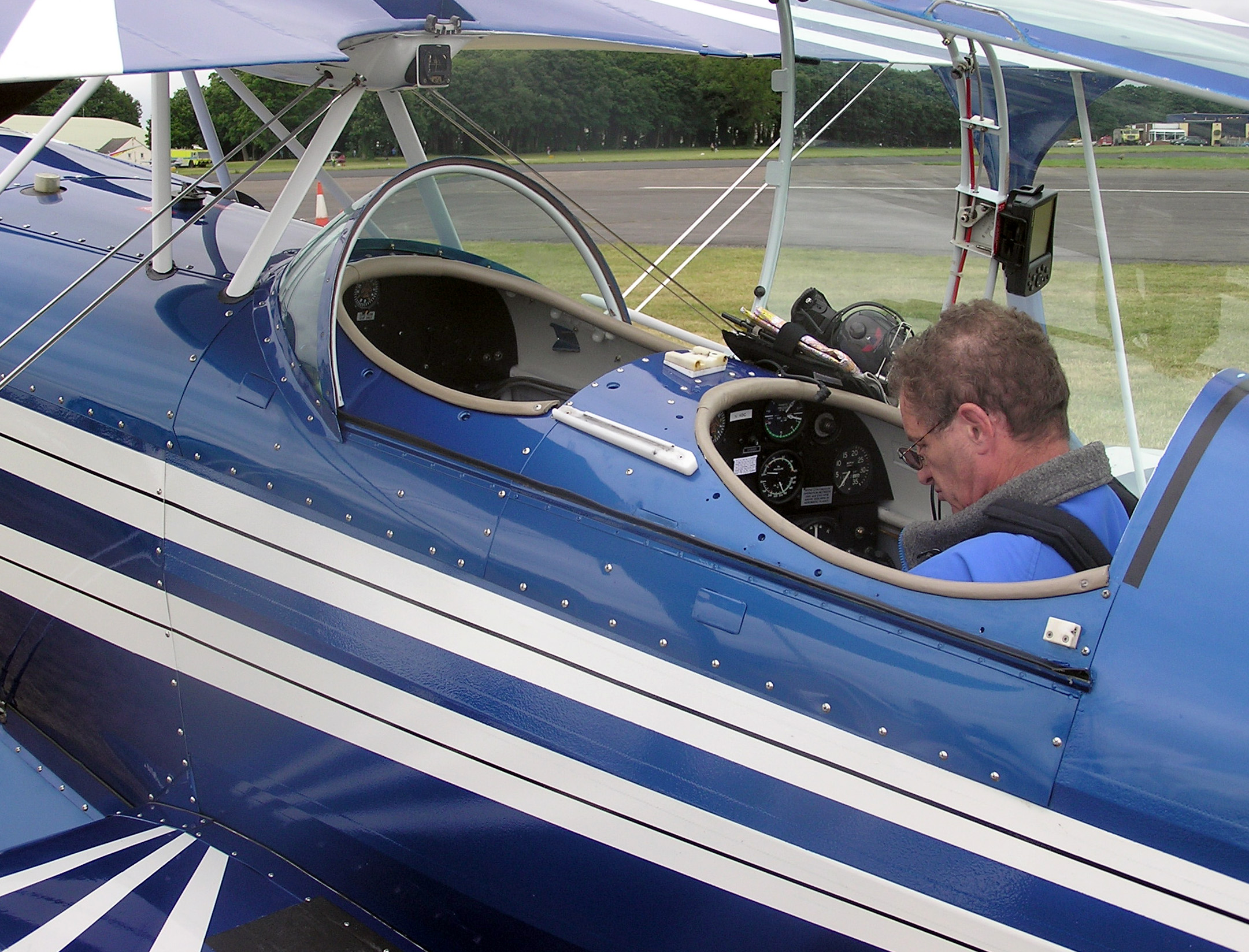
Cabine de voo do Pitts S-2A

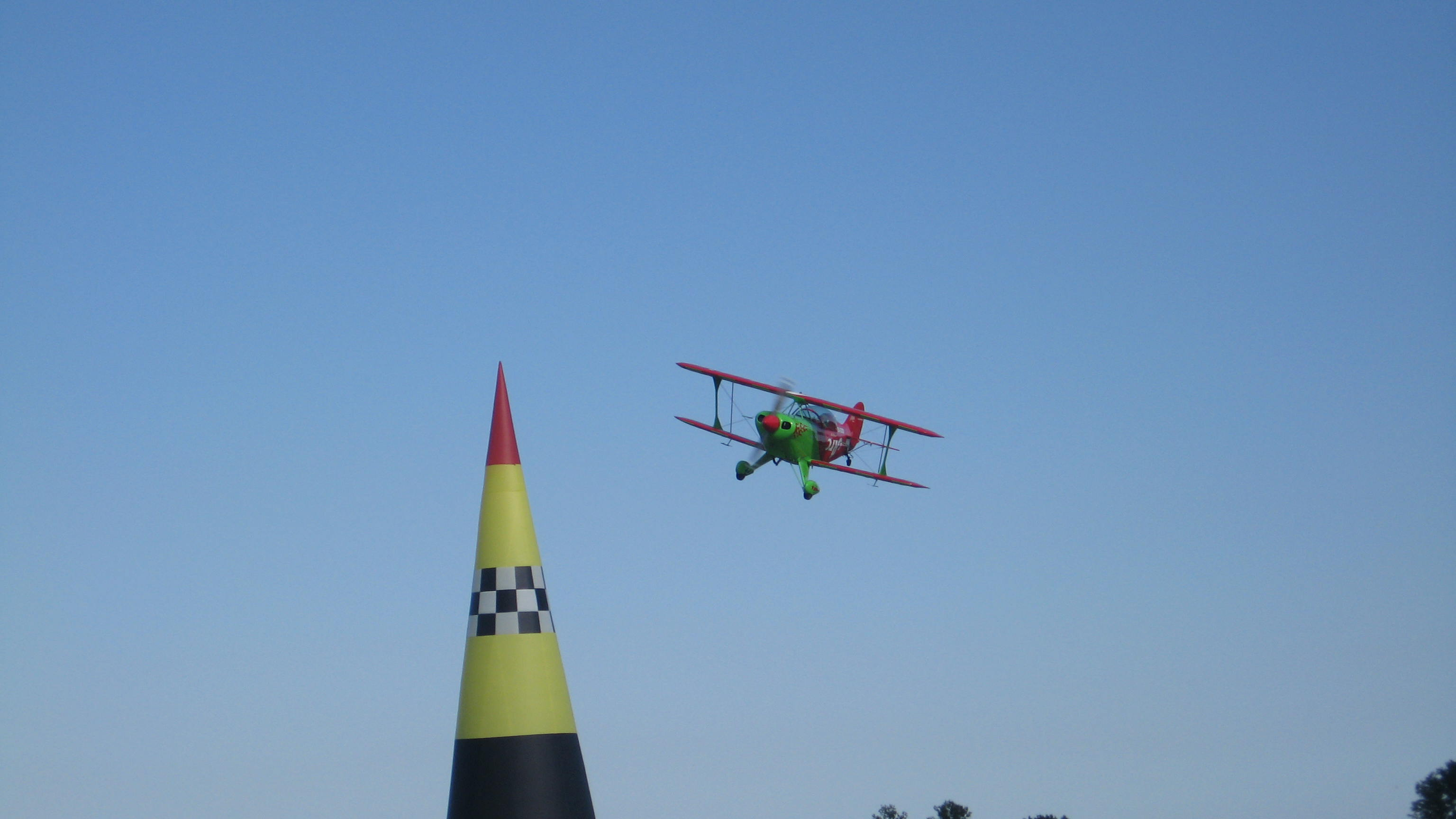
Pitts S-2B

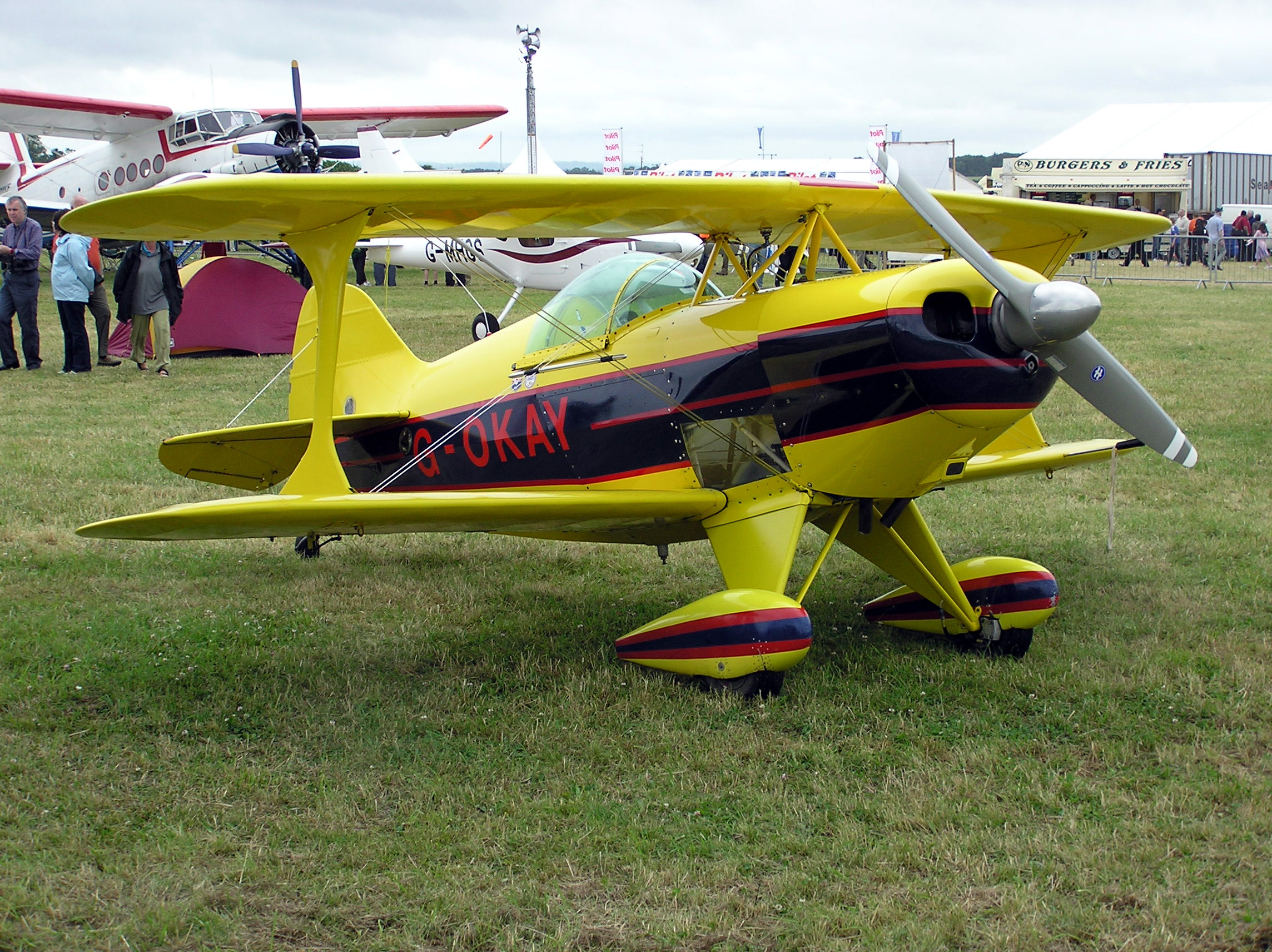
Pitts S-1E

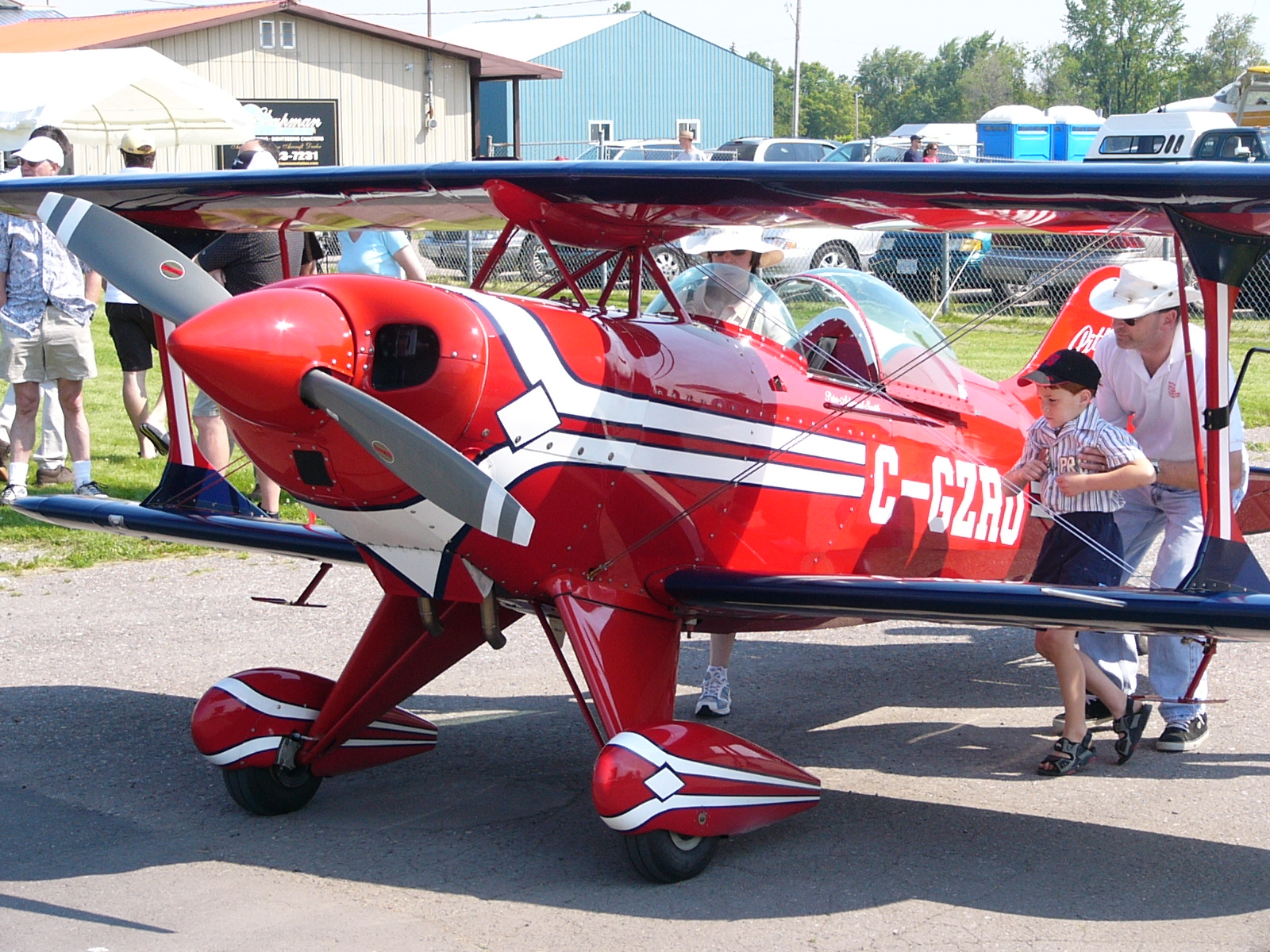
Pitts S-1T

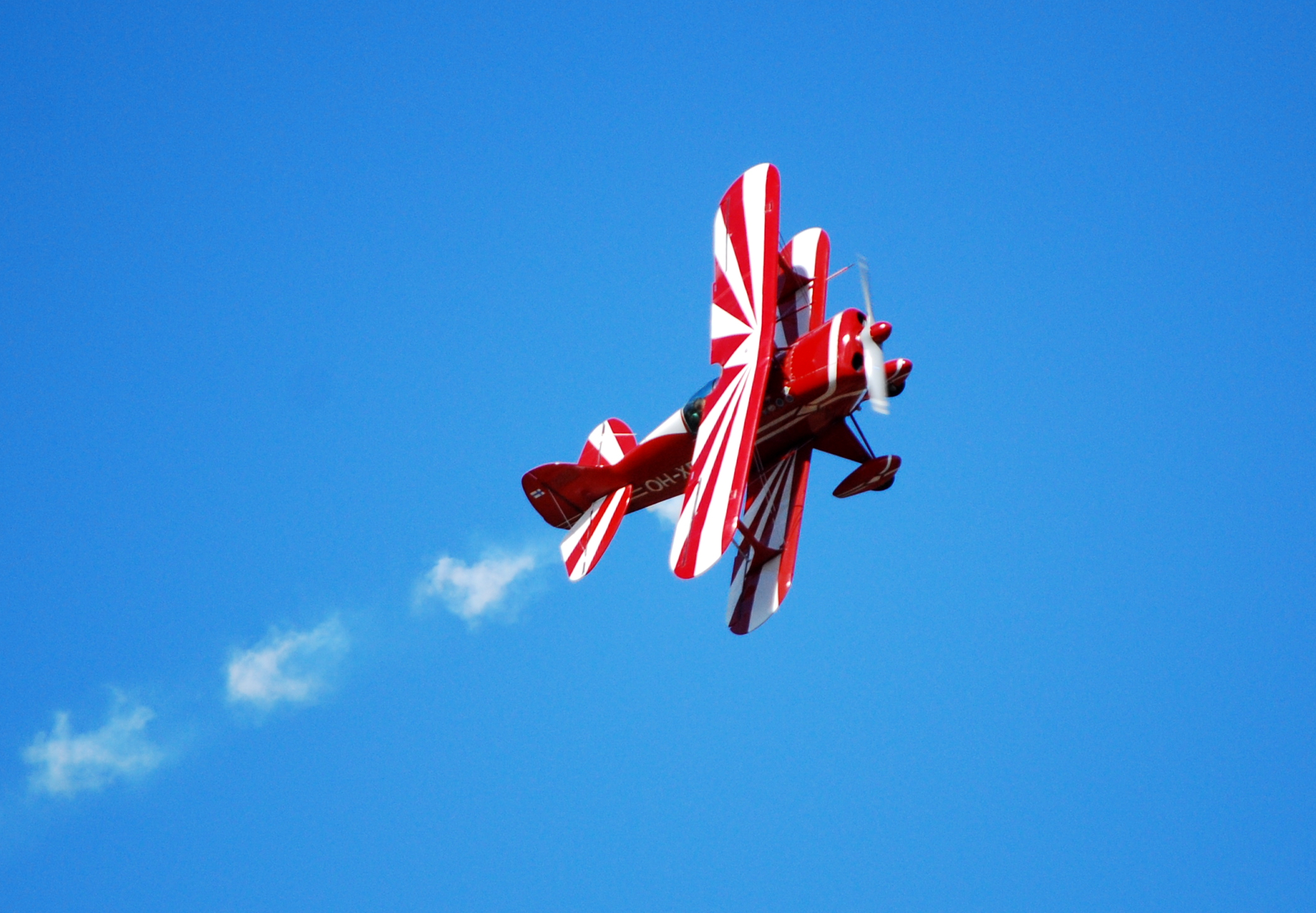
Pitts Special em voo

O Pitts Special (denominado S1 e S2 pela empresa) é uma série aeronaves biplanas de acrobacia, projetadas por Curtis Pitts. Ela acumulou muitas vitórias em competições desde seu primeiro voo, em 1944. Os biplanos de Pitts dominaram as competições mundiais de acrobacia aérea nos anos 1960 e 1970 e, mesmo hoje, continuam a ser um potente concorrente nas categorias inferiores.

## Projeto e desenvolvimento
Curtis Pitts começou o projeto de uma aeronave biplana acrobática de um único assento em 1943-1944. O projeto foi aperfeiçoado continuamente desde primeiro voo do protótipo, em setembro de 1944; no entanto, o atual Pitts S2 ainda permanece muito próximo do original em conceito e design.
Várias das aeronaves que Curtis Pitts construiu tinham a imagem de um gambá sobre elas e foram chamadas de "Fedorentas" (do inglês, "Stinkers"). Depois que a artista acrobática Betty Skelton a comprou, ela chamou a segunda aeronave que Curtis fabricou de "Pequena Fedorenta" (do inglês, "Lil' Stinker"). O protótipo S-2, que foi o primeiro Pitts de dois lugares, foi chamado de "Grande Fedorenta" (do inglês, "Big Stinker"). O protótipo Model 11 (mais tarde chamado de S1-11B) era a "Super Fedorenta" (do inglês, "Super Stinker"), e o protótipo Model 12 foi chamado de "Macho Fedorento" (do inglês, "Macho Stinker").
Em 1962 Curtis Pitts abriu a empresa Pitts Enterprises para vender planos do S-1C para construtores caseiros.

### As versões atuais
Versões certificadas dos Pitts agora são produzidos pela Aviat Aircraft em Afton, Wyoming. Ele está disponível como o S1 de um assento, com o motor Lycoming de quatro cilindros opostos de até 200 hp (150 kW) e uma envergadura de 17 pés (5.28 m), ou como a variante S2 de dois lugares, com um motor Lycoming de seis cilindros opostos e envergadura de 20 ft (6,1 m). As aeronaves Pitts Special têm sido equipadas com motores de até 450 hp (338 kW).
Planos para o Pitts S1-S de assento único também estão disponíveis na Aviat Aircraft. Os planos e kits do S1-C e seu derivado, S1-SS, são fornecidos por Steen Aero Lab em Palm Bay, Flórida. Muitas centenas de construtores caseiros concluíram com êxito e voaram aeronaves Pitts, desde 1960, quando os planos das aeronaves ficaram disponíveis.

## Histórico operacional
Todos os Pitts Special de assento único (S-1) e de dois assentos (S-2) são variações do projeto básico de 1944.
A aeronave se popularizou por Betty Skelton, Caro Bayley, e outros artistas dos ares, o que levou à oferta dos planos das aeronaves em 1962.
Pitts produziu um número limitado de aeronaves durante as décadas de 1940 e 1950. O Pitts Special tornou-se parâmetro para julgamento de todas as outras aeronaves acrobáticas. Após uma série de aeronaves serem construídas de forma amadora, utilizando os planos produzidos por Pitts, desenhos profissionais foram vendidos a partir de 1962. Enquanto muitas aeronaves de construção amadora eram construídas na década de 1960 e após o S1 ganhar a reputação de uma aeronave acrobática excelente, Pitts trabalhou no projeto de uma versão treinadora de dois assentos, o S-2, que voou pela primeira vez em 1967 e ganhou seu certificado em 1971. A empresa Aerotek, em Afton, Wyoming, passou a fabricar profissionalmente o modelo S-1S de assento único em 1973.
Em 1972, o Time Norte Americano de Acrobacia Aérea ganhou o Campeonato Mundial utilizando apenas biplanos Pitts.
Em 1977, Curtis Pitts vendeu seus direitos do Pitts S1 & S2 para Doyle Child. Child, em 1981, vendeu os direitos para Frank Christensen, que continuou a produção na fábrica em Afton, em nome da empresa Christen Industries. Os direitos das versões amadoras do Pitts foram vendidos, em 1994, para Steen Aero Lab, com a fábrica em Afton e direitos de produção sendo transferidos para Aviat.
Curtis Pitts morreu em 2005, aos 89 anos. No momento de sua morte, ele trabalhava com Steen no protótipo do novo Pitts, Modelo 14, uma aeronave nova, de dois lugares, biplana, projetada para acrobacias ilimitadas, utilizando o motor radial Vedeneyev M14P de 400 cavalos de potência. O direito de uso do nome "Pitts" atualmente é propriedade da Aviat, que também possui o modelo semelhante ao Pitts no Christen Eagle.
O atual recorde mundial do número de voltas em um parafuso chato invertido é 98, atingido em 20 de março de 2016, pelo piloto Spencer Suderman, sobre Yuma, Arizona. Suderman voou o Sunbird S-1x, uma variante experimental do Pitts S1, motorizada com o Lycoming IO-540. A manobra começou a 24,500 pés sobre o Campo de Provas de Yuma e foi recuperada a 2.000 pés sobre o solo. O recorde mundial anterior para o número de vezes consecutivas em um parafuso chato foi de 81, também definido por Spencer Suderman, em 13 de março de 2014, em um Pitts S2-B, começando a23.000 pés de altitude sobre o aeroporto militar El Centro, em Imperial Country, Califórnia.

## Variantes
S-1
Pitts básico, acrobático, biplano, de um único assento, com aerofolio plano M6 e ailerons apenas nas asas de baixo, utilizado com uma variedade de motores. Dois foram construídos. O primeiro foi chamado de Special e o segundo de Li'l Stinker.
S-1C
Um S1 de assento único e de construção amadora, asa de perfil assimétrico com ailerons somente nas asas de baixo, projetado para motores de 100-180 hp (75–134 kW). O primeiro voou em 1960. O S-1 está disponível atualmente como uma aeronave aeronave de construção caseira na Steen Aero Lab.
S-1D
S-1C de construção amadora com ailerons em todas as quatro asas, no geral, similar ao S-1S.
S-1E
Um S-1C de construção amadora utilizando kits de produção pré-fabricados. Usa um aerofólio simétrico.
S-1S
Um S-1C certificado e produzido pela Aerotek para competições de acrobacia aérea, com aerofólios arredondados nas pontas, quatro ailerons e um motor Lycoming AEIO-360-B4A de 180 hp (134 kW). 61 foram construídos. Esse modelo também está disponível como aeronave de construção caseira na Aviat Aircraft.
S1-SS
Similar ao S-1S certificado de ponta de asa arredondada. Motor de 180-200+ hp (134–149 kW), único assento, construção caseira, asa simétrica, quatro ailerons simétricos do estilo "Super-Stinker", razão de rolagem de 300º/s, hélice de passo fixo. Esse modelo está disponível como aeronave de construção caseira na Steen Aero Lab.
S-1T
Um S-1C construído pela Aerotek com motor Lycoming AEIO-360-A1E de 200 hp (149 kW) e pequenas modificações. 64 foram construídos. Quatro ailerons, assento único, construção industrial, asa simétrica, ailerons simétricos, duas ou três pás de hélice Hartzzell de velocidade constante. A asa superior foi movida para frente em comparação ao S-1S para peso e balançeamento. Esse modelo entrou em produção em 2008 na Aviat Aircraft como um produto de manufatura sob encomenda.
S1-11B
Conhecido como Model 11 "super Stinker", motor Lycoming de 300+ hp(220 kW), quatro ailerons, assento único, componentes de planos experimentais ou de fabricação industrial, aerofólio simétricos, hélice de três pás de velocidade constante, rolagem melhor do que 300º/s, subida melhor do que 3000 ft/min (15.3 m/s).
S-2
Um S-1 aumentado com fuselagem de dois assentos tandem e motorizado com um motor a pistão Lycoming AEIO-360-B4A de 200 hp (149 kW).
S-2A
S-2A construído pela Aerotek com motor a pistão Lycoming AEIO-360-A1A ou -A1E de 200 hp (149 kW), hélice de velocidade constante, construções mais novas possuem trem de pouso mais longo e uma cabine de voo de 51 milímetros mais larga. 259 foram construídos.
S-2B
Um S-1A construído pela Aerotek com motor Lycoming AEIO-540-D4A5 de 260 hp (194 kW), tanque de combustível auxiliar na asas superiores, o trem de pouso e asas superiores foram movidos para frente em 15 centímetros. 196 foram construídos. A aeronave saiu da linha de produção mas tem peças de reposição na Aviat Aircraft.
S-2C
Quatro ailerons, dois assentos, construção industrial, aerofólio simétrico, motor Lycoming de 260 hp (194 kW) com hélice de três pás de velocidade constante, atualmente em linha de produção. Esse foi uma evolução do modelo S-2B, com ailerons melhorados e leme de direção, fuselagem plana na parte de baixo, trem de pouso de perfil baixo, melhor manobrabilidade no voo invertido e certificado para +6 -5g. Está em produção desde 2008 pela Aviat Aircraft.
S-2E
Um S-2A de construção amadora a partir de kits pré-fabricados.
S-2S
Um S-2B construído pela Aerotek com assento único e sustema duplo de tanque de combustível. A fuselagem é diminuída em 35 centímetros na parte da frente da cabine de boo para permitir a instalação do motor mais pesado Lycoming AEIO-540-D4A5 de 260 hp (194 kW). A envergadura é de 6,10 m. 17 foram construídos. Esse modelo está fora de produção, mas tem peças de reposição na Aviat Aircraft.
S-2SE
Um S-2S de construção amadora a partir de kits pré-fabricados.

## Operadores Militares
Chile
 Jordânia
- Equipe de acrobacia Royal Jordanian Falcons  (4 S-2A)[22]

 Venezuela

## Operadores Civis
- Equipa de Acrobacia Aérea Goodyear Eagles - 4 X Aviat S-2B[23]
- Equipe de Acrobacia Aérea Pitts Specials - 2 X S-2B

## Especificações (S-2B)
Dados obtidos em Jane's All the World's Aircraft 1988–89

### Características gerais
Tripulação: Um
Capacidade: Um passageiro
Comprimento: 5,71 m
Envergadura: 6,10 m
Altura: 2,02 m
Área da asa: 11,6 m²
Peso vazio: 521 kg
Peso máximo de decolagem: 737 kg
Motorização: 1 x Textron Lycoming AEIO-540-D4A5 seis cilintros opostos a pistão, resfriado a ar, de 260 hp (194 kW)

### Performance
Velocidade a nunca ser excedida: 182 knots (338 km/h)
Velocidade máxima de cruzeiro: 152 knots (282 km/h)
Velocidade de estol: 52 knots (97 km/h)
Alcance: 277 NM (513 km)
Teto operacional: 21,000 ft (6,400 m)
Razão de subida: 2,700 ft/min (13,7 m/s)
Carga alar: 63,6 kg/m²
Potência/massa: 0,16 hp/lb (0,26 kW/kg)